# 魏徵
魏（580年—643年1月17日），字玄成，相州内黄县（今河南省安阳市内黄县）人，祖籍钜鹿郡下曲阳县（今河北省晋州市），隋唐政治家，思想家，文学家和史学家，曾任谏议大夫、左光禄大夫，封郑国公，谥文贞，以直谏敢言著称，是中國史上最負盛名的諫臣，辅佐唐太宗创建“贞观之治”的大业，被后人称为“一代名相”。著有《隋书》序论，《梁书》、《陈书》、《齐书》的总论等。其言论多见《贞观政要》。其中《諫太宗十思疏》為最著名並流傳下來的諫文表。

## 家世

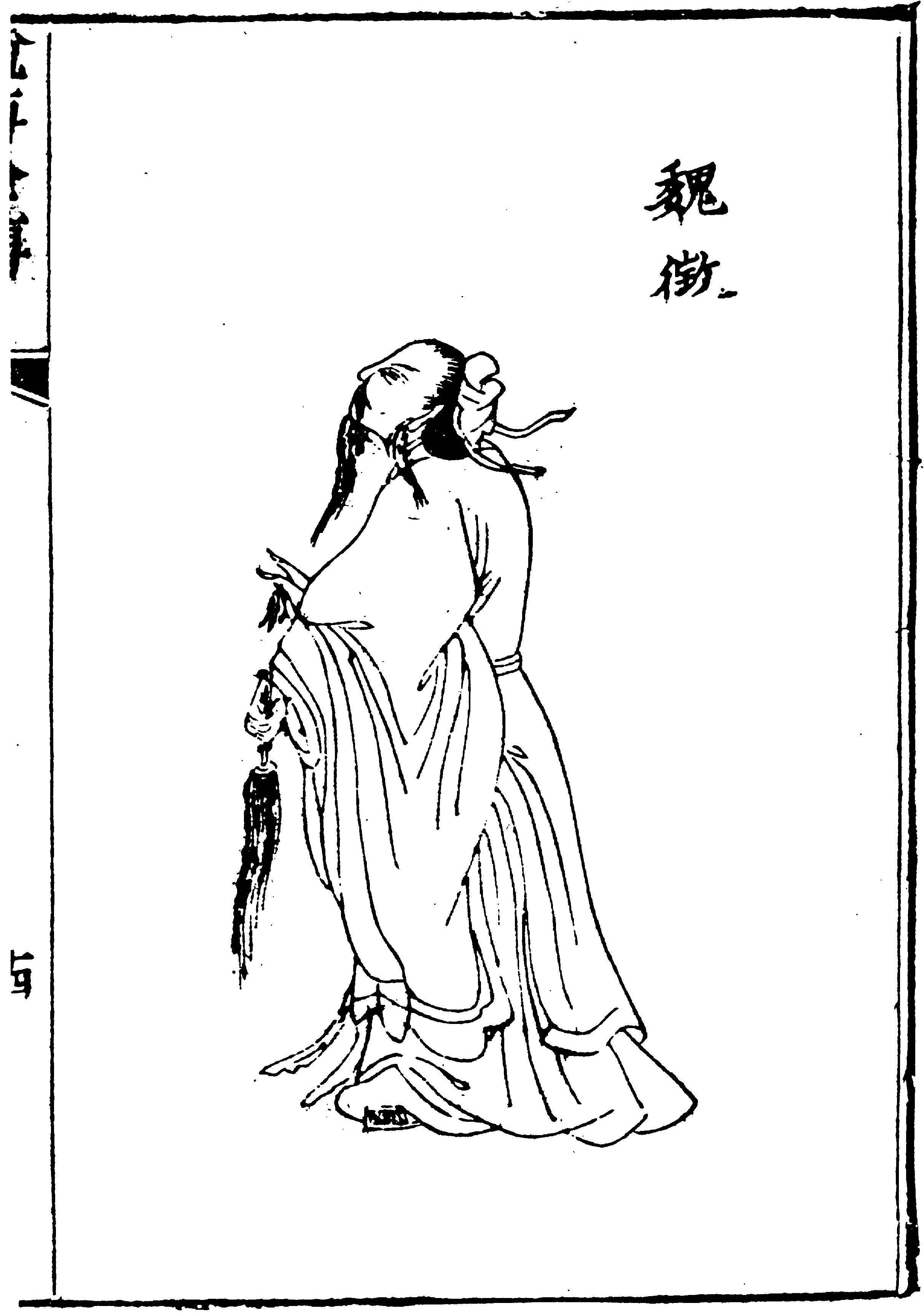
《說唐演義全傳》，魏徵

按唐太宗貞觀六年十一月立的《魏公先庙碑》载，魏徵祖父名魏彦，父魏长贤。魏徵夫人河东裴氏。

## 生平

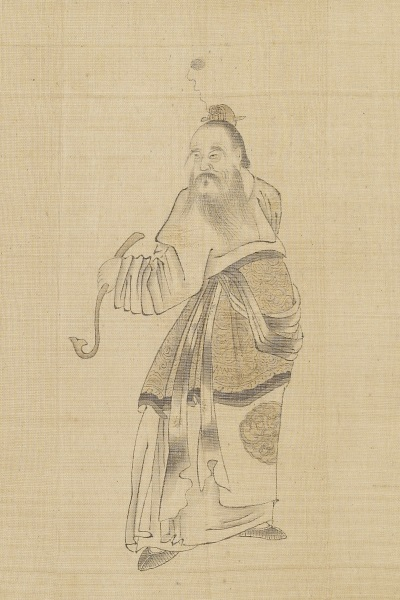
淩煙閣功臣圖像，魏徵

魏徵少年时家境贫寒，幼年丧父，生活艰难失意却胸怀大志，不事谋生，而当了道士以韬光养晦。他融会贯通於讀書，見天下亂，特別留意縱橫家的學說。
隋末投奔瓦岗军，成為該軍將領元寶藏的書記，因為文辭優美被李密欣賞，魏徵進獻十條計策給李密，李密很欣賞，但未能採用。兵败，归唐。後为窦建德所俘，建德念其才而收之。建德兵败，复归唐，拜太子洗马，事太子李建成。玄武门之变后，唐太宗以其耿直，不殺，且升谏议大夫，後迁秘书监、侍中等职，犯颜直谏太宗二百餘次。
長孫皇后派人告訴魏徵：“聞公正直，今才得實。願公常守此志，勿少變更。”一次，李世民“得佳鹞，自臂之，望見徵來，匿懷中；徵奏事固久不已，鹞竟死懷中。”
貞觀六年（632年），李世民在一次罢朝后回到内宫，怒不可遏：“會須殺此田舍翁。”长孙皇后好言勸慰太宗才免除這次災難。十七年（643年）元月十七日，魏徵病逝。太宗悲恸之极，親自到魏徵靈前祭奠痛哭，並罷朝五日為魏徵舉哀，又命文武百官前往送葬，贈魏徵為司空，諡曰文貞，陪葬昭陵。又谓侍臣：“人以铜为镜，可以正衣冠，以古为镜，可以见兴替，以人为镜，可以明得失。朕常保此三鏡，以防己過，今魏徵俎逝，遂亡一鏡矣！”
魏徵雖然位居高官，但終生儉樸，家中甚至沒有正堂，唐太宗得知後特地將宮中營造便殿的材料移去為他建造正堂，並賜予素屏風、素被褥、幾、杖等家物。而在其過世後，其夫人遵照魏徵遺願，婉拒太宗所賜羽葆、鼓吹等物，只以布車盛載靈柩。
魏徵生前有意将侄女嫁给王义方，王义方推辞了。但魏徵死后，王义方还是娶了魏徵的侄女。他人问起，王义方答：“以前是不想依附宰相，现在是感念知己。”

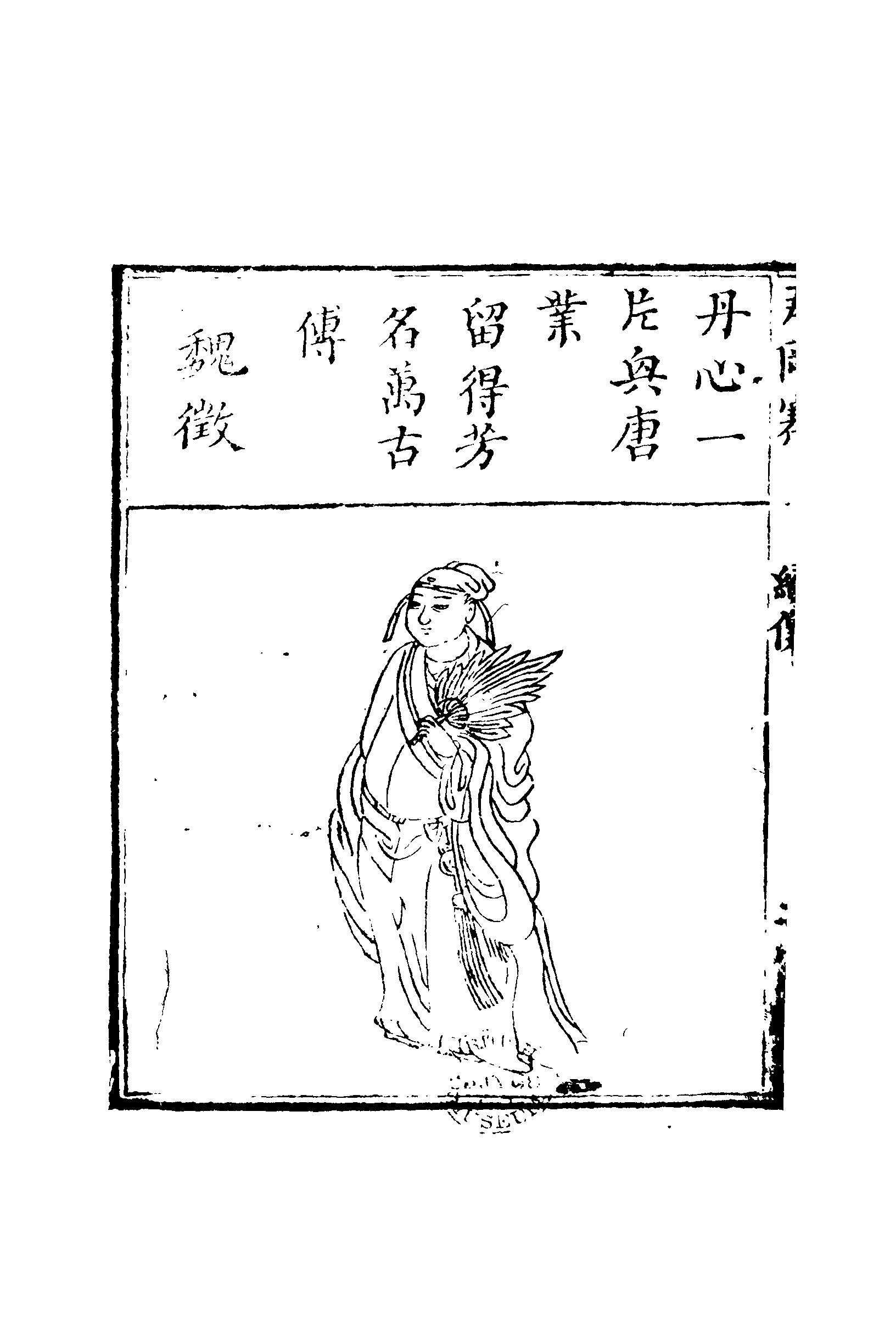
《繡像瓦崗寨演義傳》，魏徵

在儲君問題上魏徵一直是所謂的立長派，唐太宗晚年厭棄太子李承乾，多次意欲改立魏王李泰，魏徵十分反對，因此在貞觀十六年唐太宗任他為太子太師，希望由他輔佐太子，但當時魏徵已經臥病在床，上書推辭，唐太宗詔答曰：「漢之太子，四皓為助，我之賴公，即其義也。知公疾病，可臥護之」，看得出來唐太宗十分希望魏徵能以他耿直的個性改變李承乾。
唐太宗原将女儿衡山公主许给魏徵的長子魏叔玉为妻。魏徵死後，太宗亲赋诗一首，且為之樹碑。魏徵生前曾向唐太宗秘密推荐当时的中书侍郎杜正伦和吏部尚书侯君集，说他们有宰相之才，但魏徵死后杜正伦获罪被罢黜，侯君集谋反被斩首，使得唐太宗怀疑魏徵实际上私下结党。唐太宗又發現魏徵生前每有諫書，必留副本於家中并且曾经出示给史官褚遂良，太宗疑此舉有留為自賞及博取清名之用，大怒之下，下令推倒他亲自书写的魏徵墓的墓碑。太宗亦下旨解除婚約，衡山公主不再嫁往魏家。陈寅恪写道：“幸其事发觉于徵已死之后，否则必与张亮、侯君集同受诛戮，停婚仆碑犹是薄惩也。”
贞观十八年（644年），唐太宗亲征高句丽受挫，发出了“魏徵若在，不使我有是行也”的感慨，于是又下令将毁坏的魏徵墓碑重新树立起来并慰问魏徵的遗属。

## 子孙
- 魏叔玉，襲鄭國公爵位，官至光祿少卿
  - 魏膺，祕書丞
- 魏叔瑜，職方郎中
  - 魏華，禮部侍郎
    - 魏瞻，駕部郎中
- 魏叔琬
- 魏叔璘
- 魏氏，嫁李元轨

魏徵孙魏殷为汝陽令，有三子：
- 魏明，監察御史
  - 魏憑，獻陵臺令
    - 魏谟，字申之，唐宣宗年间宰相
- 魏隋，蓬州刺史
- 魏萬，兼御史中丞

## 籍贯的争论

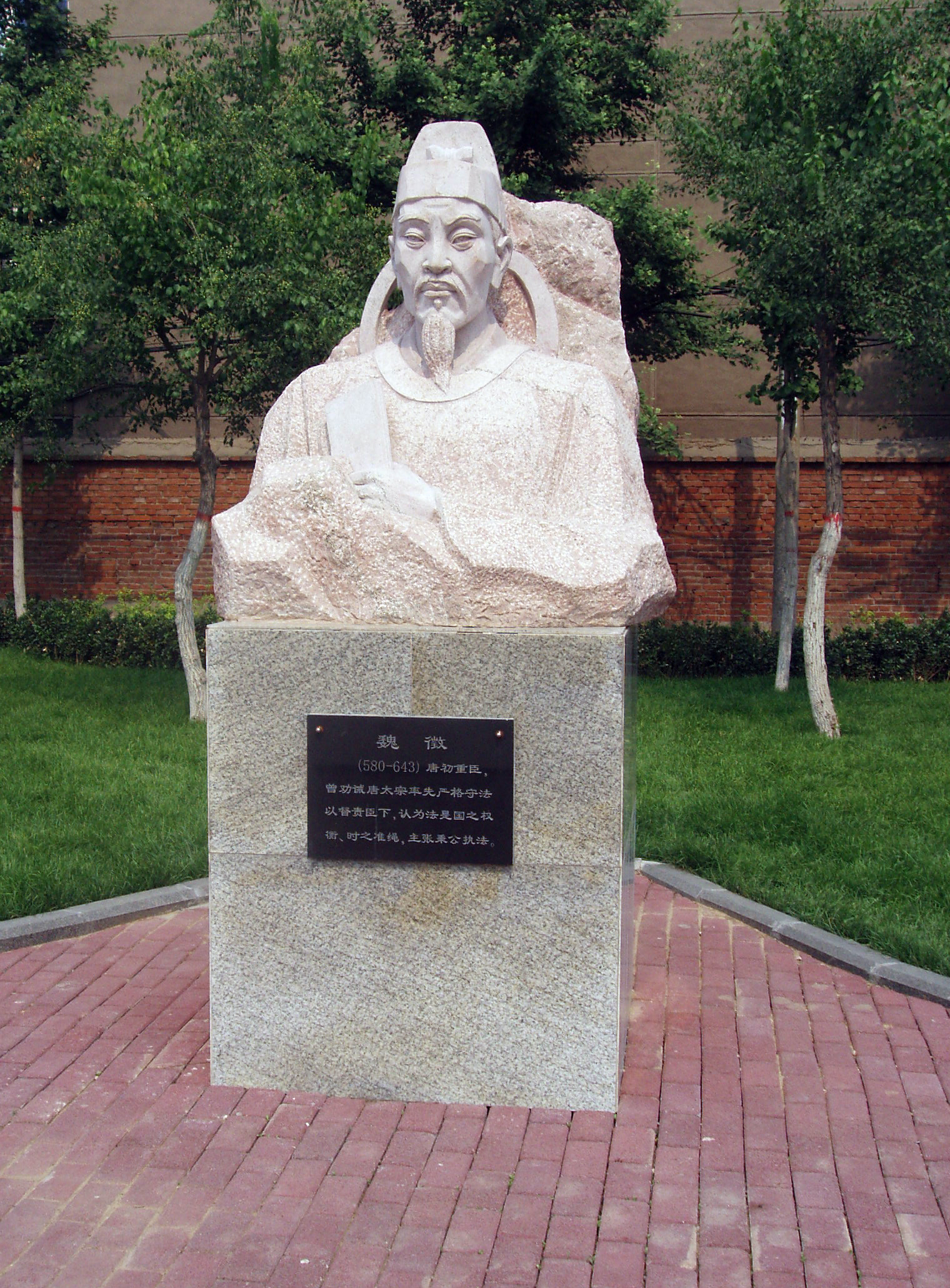
魏徵半身像

歷史大都記载魏徵是钜鹿人，但馆陶和晋县却记载魏征是“钜鹿下曲阳人”。下曲阳属于钜鹿，遍观从隋朝、唐朝到今天，历代政府所设钜鹿郡的辖境都在邢台市范围。而且唐时的馆陶和晋县不属于钜鹿郡管辖，且馆陶和晋县的县志中也没有魏征任何记载。
- 唐

吴兢《贞观政要》中记载：魏徵，钜鹿人也。近徙家相州之内黄。欧阳询书《唐京兆开元寺钟铭》碑刻铭文中记载：秘书监检校侍中钜鹿郡魏徵撰。杜淹《文中子世家》中记载：门人自远而至，河南董常、太山姚义、京兆杜淹、赵郡李靖、南阳程元、扶风窦威、河东薛收、中山贾琼、清河房玄龄、钜鹿魏徵、太原温大雅、颕川陈叔达等，咸称师，北面受王佐之道焉。
- 五代

后晋时官修的《旧唐书.魏徵本传》中记载：生于周大象庚子，名徵，字玄成，钜鹿曲城（今河北巨鹿）人。
- 宋

《太平寰宇记》中记载：魏徵钜鹿人
- 元

虞集所撰《顺德路魏文贞公宋文贞公祠堂记》说记载：魏文贞公徵，钜鹿人。王守正所编《道德真经衍义手抄》中记载：宰相魏徵，钜鹿人也。时上疏谏之。
- 明

《魏相祠记》中记载：此钜鹿为公桑梓，铜马之墟，印垄榛莽。《顺德府志》、《钜鹿县志》记载魏徵为钜鹿人 
- 近代

民国时期，邢台钜鹿古城发掘出的唐代时期的魏徵祠堂和魏徵铁像也证明魏徵是邢台钜鹿人。